# Mistrzostwa Afryki w Lekkoatletyce 2012 – rzut oszczepem mężczyzn
Rzut oszczepem mężczyzn – jedna z konkurencji rozegranych podczas lekkoatletycznych mistrzostw Afryki w Porto-Novo.
Złoty medal – pierwszy raz w karierze – zdobył reprezentant Kenii Julius Yego.

## Terminarz
| Data         | Godzina | Runda |
| ------------ | ------- | ----- |
| 1 lipca 2012 | 15:20   | Finał |

## Rekordy
Tabela prezentuje rekord świata, Afryki oraz czempionatu Afryki, a także najlepsze rezultaty w Afryce i na świecie w sezonie 2012 przed rozpoczęciem mistrzostw.
| Rekord świata            | Jan Železný               | 98,48 | Jena             | 25 maja 1996     |
| Rekord Afryki            | Marius Corbett            | 88,75 | Kuala Lumpur     | 21 września 1998 |
| Rekord mistrzostw Afryki | Tom Petranoff             | 87,26 | Belle Vue Maurel | 28 czerwca 1992  |
| Listy światowe           | Vítězslav Veselý          | 88,11 | Oslo             | 7 czerwca 2012   |
| Listy afrykańskie        | Ihab Abdelrahman El Sayed | 79,97 | Kair             | 3 maja 2012      |

## Rezultaty

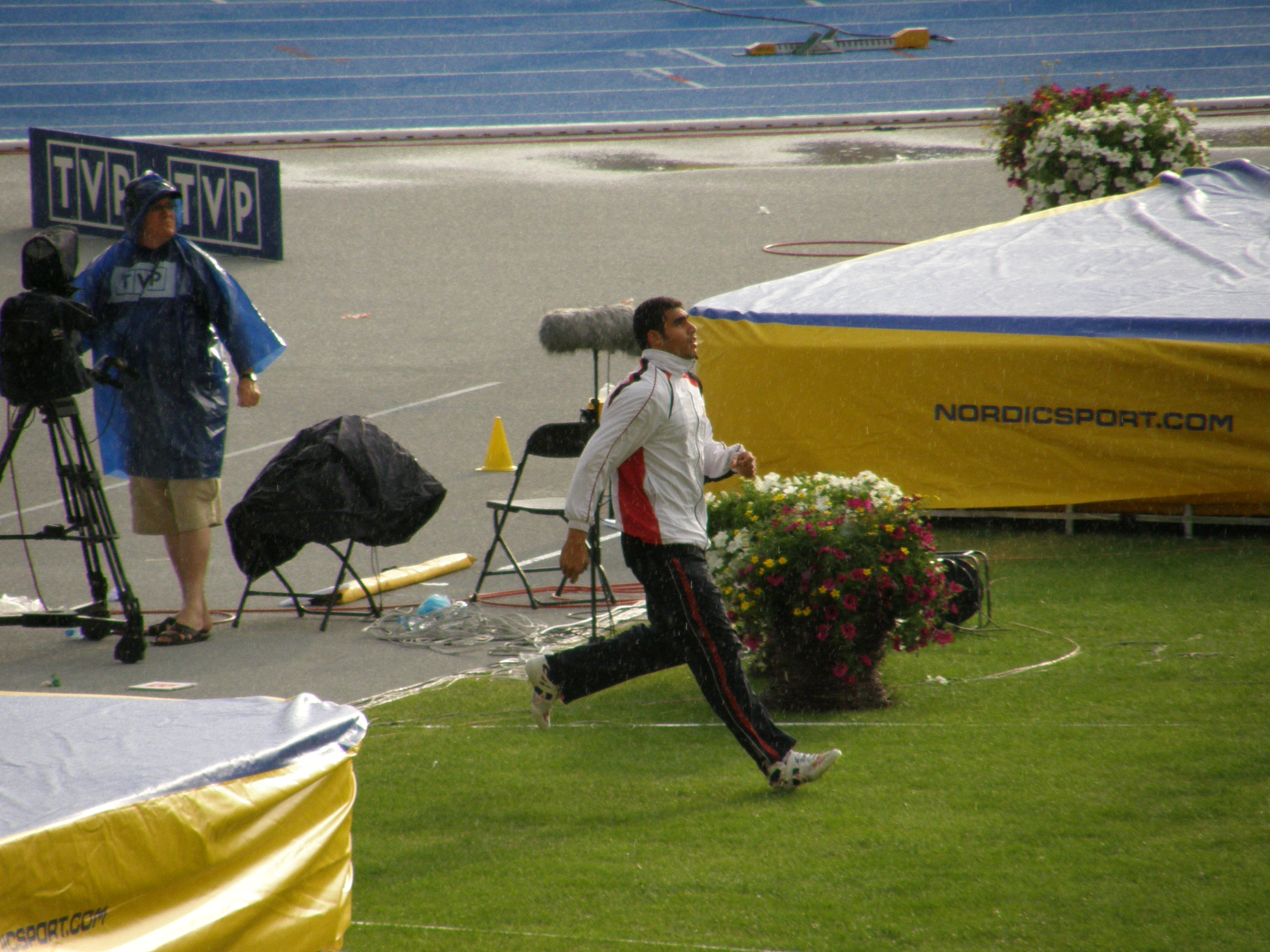
Lider tabel afrykańskich i broniący tytułu Egipcjanin Ihab Al Sayed Abdelrahman w 2008

### Finał
Rozegrano tylko rundę finałową, która odbyła się 1 lipca. Złoty medal, rzutem z drugiej serii, zapewnił sobie Kenijczyk Julius Yego.
| Poz. | Imię i nazwisko           | Reprezentacja     | 1     | 2     | 3     | 4     | 5     | 6     | Rezultat | Uwagi |
| ---- | ------------------------- | ----------------- | ----- | ----- | ----- | ----- | ----- | ----- | -------- | ----- |
|      | Julius Yego               | Kenia             | 70.93 | 76.68 | 74.94 | x     | 74.51 | x     | 76.68    |       |
|      | John Ampomah              | Ghana             | x     | 63.52 | 68.07 | 70.65 | 68.53 | 63.30 | 70.65    | NR    |
|      | Kenechukwu Ezeofor        | Nigeria           | 62.56 | 60.46 | 63.02 | 69.58 | 63.39 | 68.87 | 69.58    |       |
| 4    | Jayson Henning            | Południowa Afryka | 63.09 | 65.50 | 63.98 | 67.93 | 67.98 | x     | 67.98    |       |
| 5    | Ihab Abdelrahman El Sayed | Egipt             | 62.42 | 64.00 | 65.22 | 64.32 | 65.13 | 67.82 | 67.82    |       |
| 6    | Bernard Crous             | Południowa Afryka | 55.21 | 62.77 | 55.12 | 50.75 | 62.07 | 51.67 | 62.77    |       |
| 7    | John Robert Oosthuizen    | Południowa Afryka | 53.57 | x     | 62.13 | 58.52 | 51.22 | x     | 62.13    |       |
| 8    | Mitku Tilahun Minbale     | Etiopia           | 59.33 | 59.94 | 61.04 | 62.00 | x     | 61.03 | 62.00    |       |
| 9    | Abdul Aziz Garba Bako     | Niger             | 56.07 | 58.15 | 56.38 |       |       |       | 58.15    | NR    |
| 10   | Vivien Adifon             | Benin             | 56.73 | 52.09 | 48.40 |       |       |       | 56.73    |       |
| 11   | Sapo Sanja Santse         | Etiopia           | 49.02 | 50.49 | 53.60 |       |       |       | 53.60    |       |